# レッド・ドット・デザイン賞

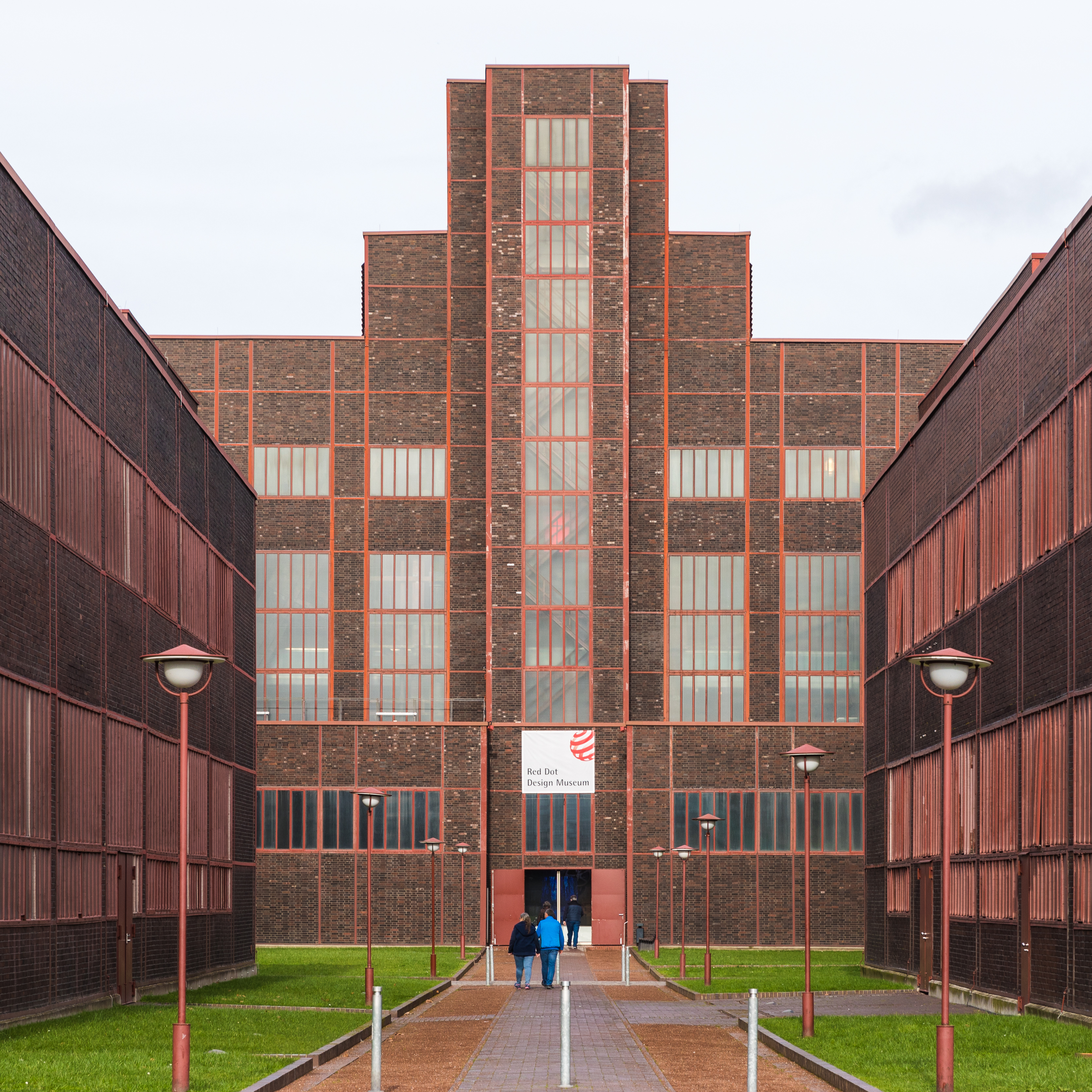
ツォルフェアアイン第12採掘坑のボイラー室の中がレッド・ドット・デザイン・ミュージアムになっている

レッド・ドット・デザイン賞（レッド・ドット・デザインしょう、red dot design award）は、ドイツ、エッセンのDesign Zentrum Nordrhein Westfalen（ノルトライン＝ヴェストファーレンデザインセンター）が主催する国際的なプロダクトデザイン賞である。プロダクトデザイン、デザインエージェンシー、デザインコンセプトのジャンルにおいて賞が存在する。1955年に創設されたこの賞はデザイナーと製造業者に応募資格があり、受賞者は年に1回開催されるセレモニー (Ceremony) で賞を授与される。受賞プロダクトはエッセンの歴史的なツォルフェアアイン炭鉱業遺産群の構内にある「レッド・ドット・デザイン・ミュージアム」に展示される。

## ジャンル
レッド・ドットは3つの異なるジャンルで授賞を行っている。

### プロダクトデザイン / デザインチーム
3つの賞の中で最古となるのが、2000年から「レッド・ドット賞：プロダクトデザイン」(red dot award: product design) として知られているものである。このコンペティションは家具、家電機器、機械、自動車、道具のみならず、製造業の個別の分野で開催されている。
「レッド・ドット：デザインチーム・オブ・ザ・イヤー」(red dot: design team of the year) は1991年から年に1回授賞が行われる非公募型の賞で、デザイン上の功績によって世界市場にインパクトを与えたデザインチームに授与される。受賞者には1995年のシーメンス、2001年のApple、2007年のBMW、2008年のボーズ・デザインセンター、そして2008年と2010年のオペルといった企業が含まれる。
日本国内の企業では、2013年にNECカシオ モバイルコミュニケーションズのスマートフォン「MEDIAS W N-05E」が、2016年にヤマハ発動機の大型オートバイであるYZF-R1、オフィス家具の分野では株式会社オカムラのCYNARAなどがそれぞれ本部門を受賞している。

### コミュニケーションデザイン
1993年以降、「レッド・ドット賞：コミュニケーションデザイン」(red dot award: communication design) が、コーポレートデザイン、広告、インタラクティブ・メディアまたはサウンドデザインの分野での功績に対して授与されている。
2008年以降、「レッド・ドット：デザインエージェンシー・オブ・ザ・イヤー」(red dot: design agency of the year) が、デザイン上の功績によって全部門にインパクトを残したデザインエージェンシーに対して授与されている。最初の受賞者はStrichpunkt（ストリッヒプント）でStylus（スタイラス）と呼ばれるカップを受け取った。

### デザインコンセプト
2005年に、レッド・ドットは新たに「レッド・ドット・デザイン・ミュージアム・シンガポール」と、デザインイノベーションやデザインコンセプトのための賞を創設した。「レッド・ドット賞：デザインコンセプト」(red dot award: design concept) はデザインコンセプト、アイデア、ビジョンを中心に置いている。このコンペティションは世界中の若くて将来有望な創造性あふれるタレント、デザイナーおよびデザイン会社に照準を合わせている。

## 応募者の数
応募者の数は堅調に上昇しており、全体では、2008年のコンペティションでは61ヶ国から11,000点以上のエントリーを受け付けた。プロダクトデザイン賞について51ヶ国から3,200点以上の応募があり、そのうち676点が受賞を果たした。コミュニケーションデザイン賞については5,800点以上の応募があり、343点が受賞を果たした。